# شارة الشرف البوندسوير
شارة الشرف البوندسوير (بالألمانية: Ehrenzeichen der Bundeswehr) هي سلسلة من الأوسمة العسكرية للبوندسوير، القوات المسلحة لجمهورية ألمانيا الاتحادية. تم تقديم هذه الأوسمة والجوائز في عام 1980 بمناسبة الذكرى الخامسة والعشرين للبوندسوير من قبل وزير الدفاع آنذاك هانز أبيل  ثم وافق عليها رئيس الجمهورية الفيدرالية كارل كارستينز.
تم منح الجوائز الأولى في 6 نوفمبر 1980. في عام 2008، تم تحديث الشارة وحصلت على ثلاث درجات مخصصة حصريًا للأعمال البطولية. كانت الجوائز الجديدة نتيجة عريضة قدمها مواطنون ألمان لاستعادة نظام الصليب الحديدي.

## الجائزة
تم منح الزخرفة من قبل وزير الدفاع الاتحادي باعتبارها «إشادة واضحة بالخدمة المخلصة والتنفيذ المثالي للواجبات». ويمثل الوزير عادة الضابط المسؤول عن الجندي الممنوح (قائد كتيبة مرتبة أو أعلى). يمكن تقديم تلك الجوائز التي تم تحقيقها عن الإنجازات البارزة أو الأعمال البطولية، Honor Cross for Bravery (الفضية أو الذهبية)، إلى الجندي المكرم مباشرة من قبل الوزير أو حتى من قبل رئيس الحكومة. في 6 يوليو، منحت المستشارة أنجيلا ميركل درجة الشجاعة من Ehrenkreuz der Bundeswehr (صليب الشرف) لأربعة جنود عن «بسالتهم وامتالهم لنداء الواجب» الذي تم في أفغانستان في 20 أكتوبر 2008.
إن الحصول على درجة واحدة من الجائزة ليس شرطًا للحصول على الدرجة الأعلى التالية. في حالة الحصول عليها، يمكن ارتداء جميع درجات الجائزة في نفس الوقت. لا يجوز منح الدرجات العادية للجائزة للخدمة المميزة إلا بعد انقضاء فترة زمنية معينة. في حالات خاصة قد يتم منحهم تلك المدة.

## درجات
تأتي شارة الشرف في سبع درجات:

## المستلمون

### لخدمة جدارة
تم منح زينة الخدمة الجديرة بالاهتمام منذ عام 1980 وهي ليست نادرة. ومع ذلك، تم منح 30 جائزة فقط - من بينها 14 جائزة لأعضاء الخدمة الخارجية - للجنود على الإنجازات البارزة والشجاعة الواضحة حتى الآن. المستلمين هم:

### صليب الشرف لفالور

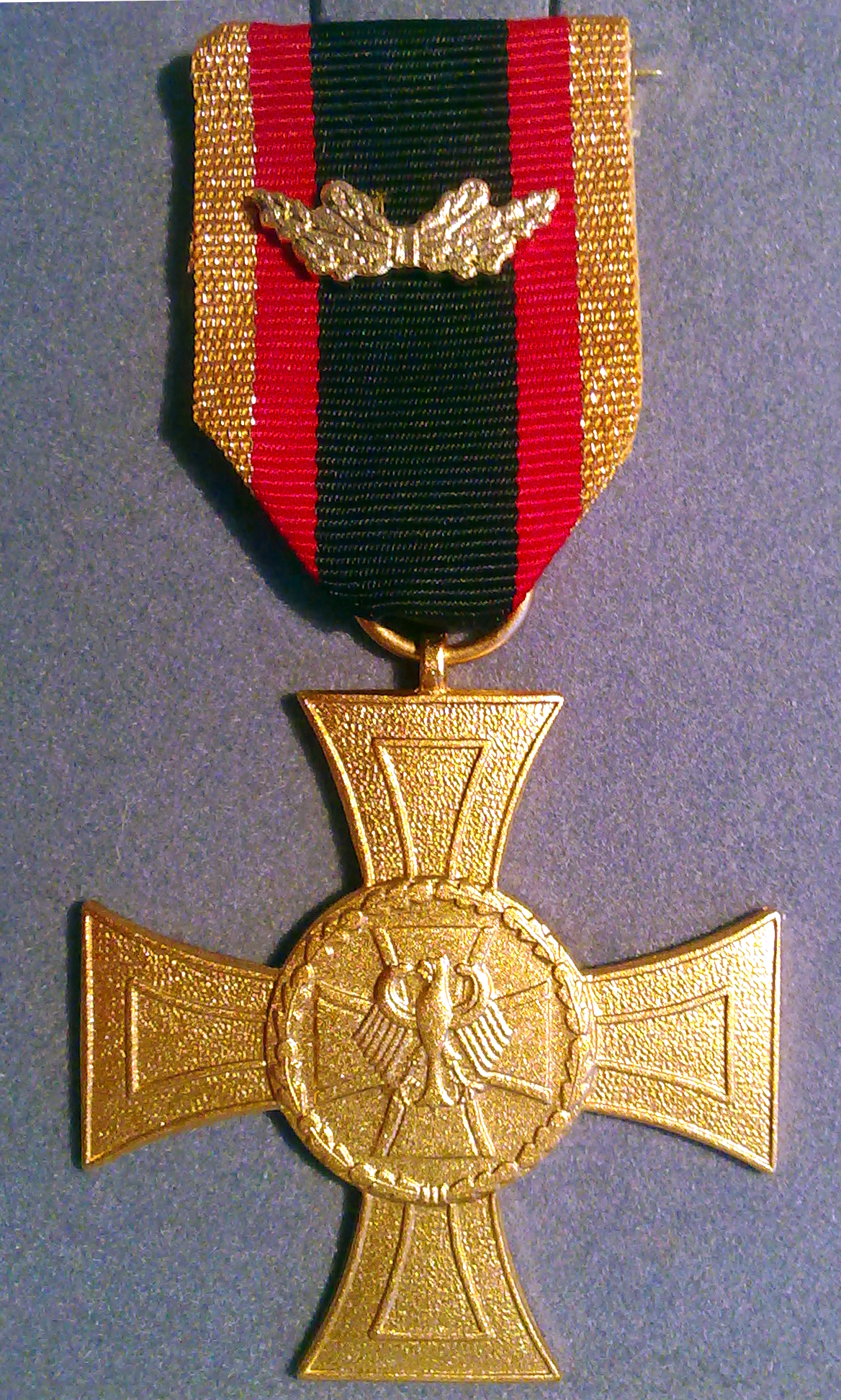
صليب الشرف لفالور